# Cdc25

La cdc25 è una fosfatasi a doppia specificità isolata per la prima volta dal lievito Schizosaccharomyces pombe come mutante difettoso del ciclo cellulare. Così come per altre proteine del ciclo cellulare (es. geni come Cdc2 e Cdc4), il nome "CDC" è acronimo di "cell division cycle". Le fosfatasi a doppia specificità sono considerate una sottoclasse delle proteine tirosin-fosfatasi. Rimuovendo i residui fosfato inibitori delle chinasi ciclina-dipendenti (CDK), le cdc25 controllano l'ingresso e la progressione attraverso le varie fasi del ciclo cellulare, incluse mitosi (fase M) e fase S ("Sintesi", replicazione del DNA nucleare).

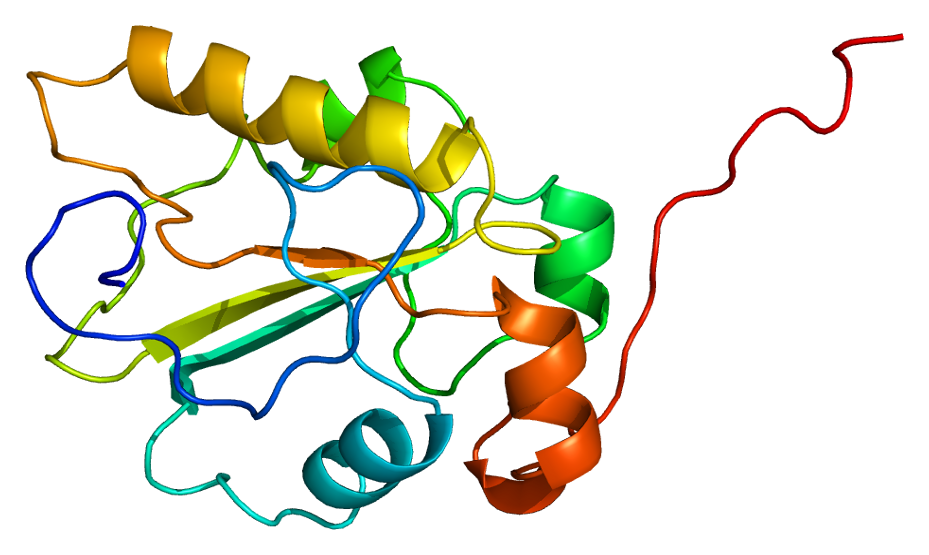
struttura tridimensionale della proteina Cdc25A.

## Funzione nell'attivazione di Cdk1
Cdc25 attiva le chinasi ciclina dipendenti rimuovendo i fosfati dai residui nel sito attivo delle Cdk. A sua volta, la fosforilazione da parte di M-Cdk (un complesso di Cdk1 e ciclina B, detto anche MPF) attiva Cdc25.
Cdc25 lavora in collaborazione con la chinasi inibitoria Wee1, permettendo un'attivazione repentina e irreversibile del complesso Cdk-ciclina.

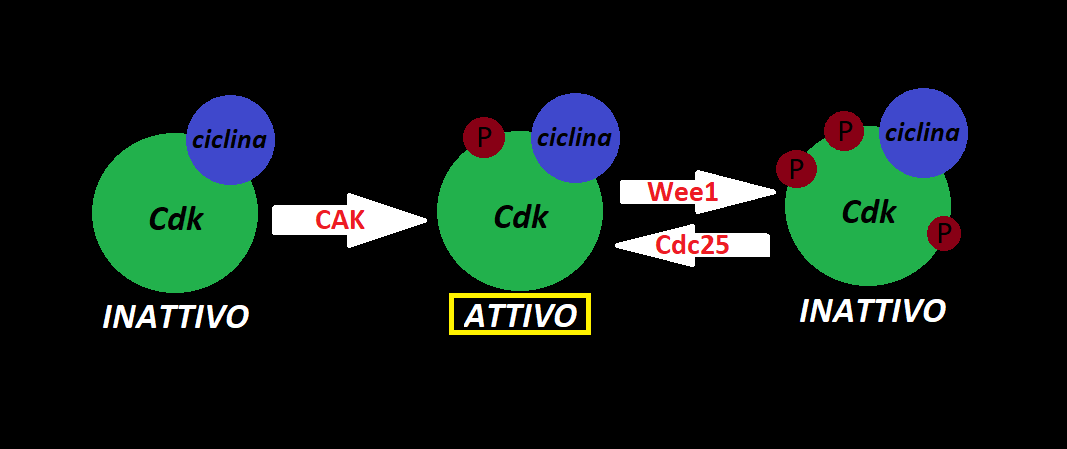
schema semplificato dell'attivazione di MPF (Cdk1-ciclina B). CAK: chinasi attivante le Cdk (Cdk activating kinase).

Gli enzimi Cdc25 Cdc25A-C sono noti per controllare le transizioni dalla fase G1 alla fase S e dalla fase G2 alla fase M.

## Struttura
La struttura delle proteine Cdc25 può essere suddivisa in due regioni principali: la regione N-terminale (NTD), che è altamente divergente e contiene siti per la propria fosforilazione e ubiquitinazione (che regolano l'attività della Cdc25 stessa); e la regione C-terminale (CTD), che è altamente omologa e contiene il sito catalitico.

## Evoluzione e distribuzione
Gli enzimi Cdc25 sono ben conservati attraverso l'evoluzione e sono stati isolati da funghi, come i lieviti, e da tutti i metazoi esaminati fino ad oggi, compreso l'uomo. L'unica eccezione fra gli eucarioti può essere rappresentata dalle piante, in quanto le loro presunte Cdc25s hanno caratteristiche (come l'uso di cationi per la catalisi), che sono più simili alle fosfatasi serina/treonina rispetto alle fosfatasi a doppia specificità, sollevando dubbi sulla loro autenticità come Cdc25 fosfatasi.
La famiglia Cdc25 sembra essersi espansa in relazione alla complessità del ciclo cellulare e del ciclo vitale degli animali superiori. I lieviti hanno un singolo Cdc25 (così come un enzima lontanamente correlato noto come fosfatasi Itsy-bitsy 1 o Ibp1 ). La Drosophila Melanogaster ha due Cdc25, noti come filo e spago (string and twine), che controllano rispettivamente la mitosi e la meiosi. La maggior parte degli altri organismi modello esaminati ha tre Cdc25, denominate Cdc25A, Cdc25B e Cdc25C. Un'eccezione è il nematode Caenorhabditis Elegans, che ha quattro geni distinti Cdc25 (da Cdc-25.1 a Cdc-25,4).

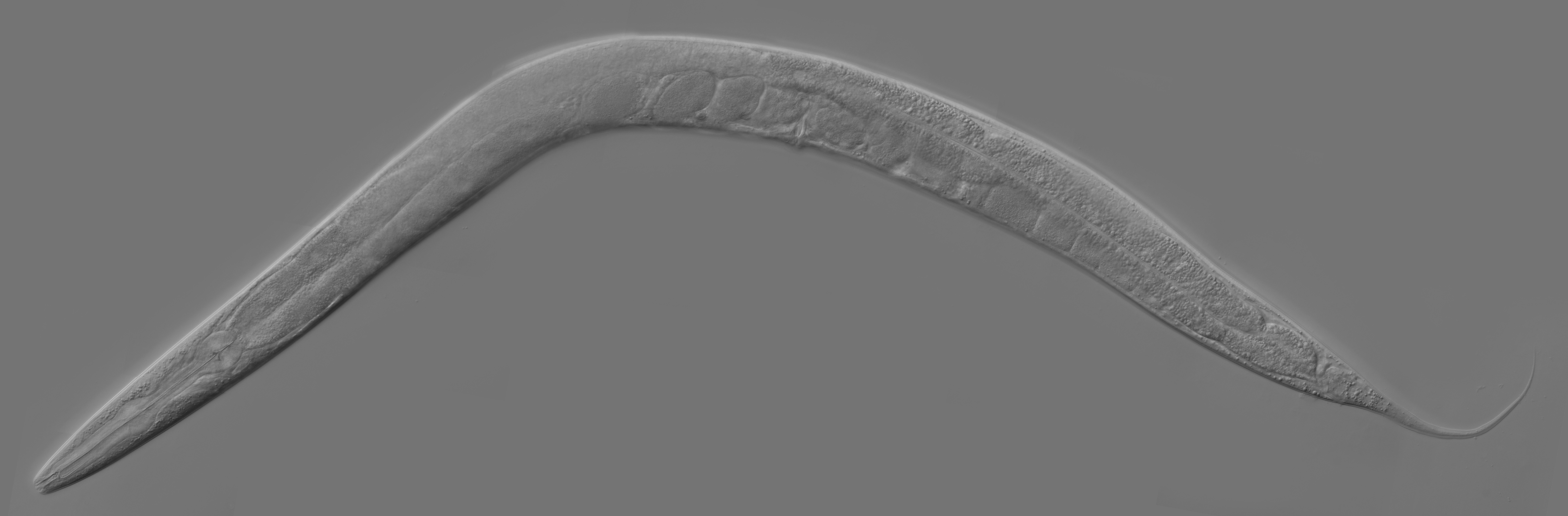
foto di un esemplare adulto di Caenorhabditis Elegans.

## Modelli knockout
Sebbene la natura altamente conservata dei Cdc25 implichi un loro ruolo importante nella fisiologia cellulare, i topi knockout per Cdc25B e Cdc25C (sia mutanti singoli che doppi) sono vitali e non mostrano alterazioni importanti nei loro cicli cellulari, suggerendo una compensazione funzionale tramite altri enzimi regolatori delle Cdk (come Wee1 e Myt1) oppure grazie all'attività del terzo membro della famiglia, Cdc25A.
Il laboratorio di Hiroaki Kiyokawa ha dimostrato che i topi knockout Cdc25A non sono vitali.

## Nella patologia umana
I Cdc25, e in particolare Cdc25A e Cdc25B, sono proto-oncogeni nell'uomo e la loro sovraepressione è stata riscontrata in un certo numero di tumori. Il ruolo centrale dei Cdc25 nel ciclo cellulare ha attratto una notevole attenzione da parte dell'industria farmaceutica nei loro confronti come potenziali bersagli per nuovi agenti chemioterapici (antitumorali). Ad oggi, non sono stati ancora descritti composti clinicamente importanti la cui azione sia mirata a questi enzimi.
È stato identificato un alto numero di potenti piccole molecole inibitrici di Cdc25 che si legano al sito attivo e appartengono a varie classi chimiche, inclusi prodotti naturali, acidi lipofili, chinonoidi, elettrofili, aminotiazoli solfonilati e bioisosteri di fosfato. Sebbene siano stati compiuti alcuni progressi nello sviluppo di inibitori potenti e selettivi per la famiglia di proteine Cdc25, c'è spazio per lo sviluppo di nuove strategie terapeutiche per prenderli di mira. Potrebbe essere sviluppata una nuova classe di inibitori derivanti da peptidi, basati sull'omologia di sequenza con il substrato proteico. È tuttavia difficile utilizzare questi composti come farmaci a causa della loro mancanza di proprietà ADME adeguate.

### Geni
- CDC25A
- CDC25B
- CDC25C